# Linaria sagittata
Linaria sagittata là một loài thực vật có hoa trong họ Mã đề. Loài này được (Poir.) Hook. f. mô tả khoa học đầu tiên năm 1873.